# Ray Parker, Jr.
Ray Parker, Jr. (* 1. května 1954) je americký kytarista, producent a skladatel. K jeho nejslavnějším dílům patří titulní píseň z filmu Krotitelé duchů. Rovněž je to frontman kapely Raydio se kterou měl hity jako "Jack and Jill", "Is This a Love Thing" či "A Woman Needs Love".
V roce 1985 Huey Lewis ze skupiny Huey Lewis & The News zažaloval Parkera za plagiátorství jeho písně "I Want a New Drug", ze které Parker použil kus melodie. Píseň se dostala na #1 příčku hudebního řebříčku US Hot 100. Píseň Huey Lewise se taktéž dostala do hitparády, na #6 příčku US Hot 100.

## Hudební spolupráce
Mezi hudebníky, se kterými spolupracoval byli například:
- The Carpenters
- Rufus and Chaka Khan
- Aretha Franklin
- Stevie Wonder
- Deniece Williams
- Jean-Luc Ponty
- Leon Haywood
- Temptations
- The Spinners
- Boz Scaggs
- David Foster
- Rhythm Heritage
- Gladys Knight and the Pips
- The Honey Cone
- Herbie Hancock
- Diana Ross
- Natalie Coleová

## Diskografie
- The Other Woman (1982)
- Woman Out of Control (1983)
- Ghostbusters (Soundtrack) (1984)
- Chartbusters (1984)
- Sex and The Single Man (1985)
- After Dark (1987)
- I Love You Like You Are (1991)
- I'm Free (2006)